# Kolossisti
Kolossisti - Колосистый (rus) és un possiólok del krai de Krasnodar, a Rússia. Es troba a les terres baixes de Kuban-Azov, al nord del curs del riu Kuban, a 12 km al nord-oest del centre de Krasnodar, la capital.
Pertany al municipi de Beriózovi.

## Història
Des de la dècada del 1930 s'hi construïren habitatges a l'emplaçament actual, pertanyents al sovkhoz Don, més endavant rebatejat amb el nom de Kalíninski, i a la dècada del 1970 amb el de Vtóroie otdelénie KNIISKH.
Entre el 12 i el 18 de febrer del 1943, durant la Segona Guerra Mundial, hi hagué als camps del sovkhoz combats per l'alliberament dels suburbis de Krasnodar, en els quals participà la 249a Divisió de Tancs del Front del Caucas Nord, que aconseguí l'alliberament de la zona aquell mateix mes.
La vila rebé el seu nom actual l'11 de març del 1977 per decisió del Consell Municipal de Krasnodar sobre territoris de diverses granges dels ókrugs Léninski, Pervomaiski i Sovetski de la ciutat.